# Œufs Orsini
Les œufs Orsini ou œufs nuages, sont une recette française datant du XVIIe siècle.
Ce sont des œufs cuits au four en ramequin individuel ou dans un plat beurré posé sur la sole du four doux, le blanc battu en neige et saupoudré de fromage est soufflé, le jaune, qui doit rester liquide, est posé sur les blancs.
Ce ne sont donc ni des œufs cocotte (cuits au bain-marie), ni un soufflé, ni une omelette soufflée car les jaunes ne sont pas battus. Depuis le XXIe siècle et sans justification, ils sont aussi désignés œufs nuages, œufs en nuage ou encore œufs Bocconi,.

## Histoire

### Une méthode ancienne
On trouve trace dès le Moyen Âge, de cuisson séparée du blanc d'œuf battu puis de l'assemblage une fois cuit avec le jaune. Ainsi chez Ibn Sayyar al-Warraq (Xe siècle, Bagdad) une ujja sucrée : les blancs d'œuf sont battus avec du miel, de la rue, de l'estragon, de la menthe et du basilic, cuits saupoudrés de cumin et de cannelle, de murri et d'huile d'olive ; ils sont ensuite retournés sur les jaunes sucrés.
François Pierre de La Varenne donne plusieurs recettes d'« œufs à la neige » dans son ouvrage Le Cuisinier françois de 1651. Certaines sont sucrées et rappellent les îles flottantes mais les recettes salées s'apparentent aux « œufs nuages » modernes.

### Origine du terme Orsini
Le terme Orsini provient d'un ouvrage sur Claude Monet. Le peintre aurait inventé cette recette pour un ami nommé Orsini,. Les Carnets de cuisine de Monet de Claire Joyes — épouse de l'arrière-petit-fils de la seconde épouse de Claude Monet — en 1989 et Recevoir selon Monet, les Recettes d'un maître de Florence Gentner (2016) mentionnent les œufs Orsini à la table de Claude Monet,,,. Dans la recette de Monet, le blanc poivré et saupoudré de fromage (Monet aurait recommandé le fromage suisse) doit être un peu croustillant et le jaune rester fluide. Il les cuisait par six dans un plat.
C'est effectivement le 25 août 1911 que la recette est publiée en français dans L'Union libérale. André Piédallu mentionne en 1925 leur présence dans Le Guide (lire Le Code) de la bonne chère d'Édouard de Pomiane. Le Petit Provençal en 1926 donne la recette pour plusieurs œufs cuits dans le même plat : « Prendre un plat allant au four, le beurrer et étaler en nappe serrée cette neige fouettée ; faites dedans autant de trous qu'il y a de jaunes et rangez-les-y. Saupoudrez de fromage râpé (gruyère et parmesan), faire cuire à feu vif pendant environ huit minutes. »
Christian Dior, grand amateur d'œufs, aimait cette recette. Au Japon, on trouve « œuf dans les nuages » pour jolie traduction de オルシーニの卵 (orushīni no tamago). Ils sont aussi appréciés en Russie (Яйца Орсини).

### Confusion autour de la dénomination

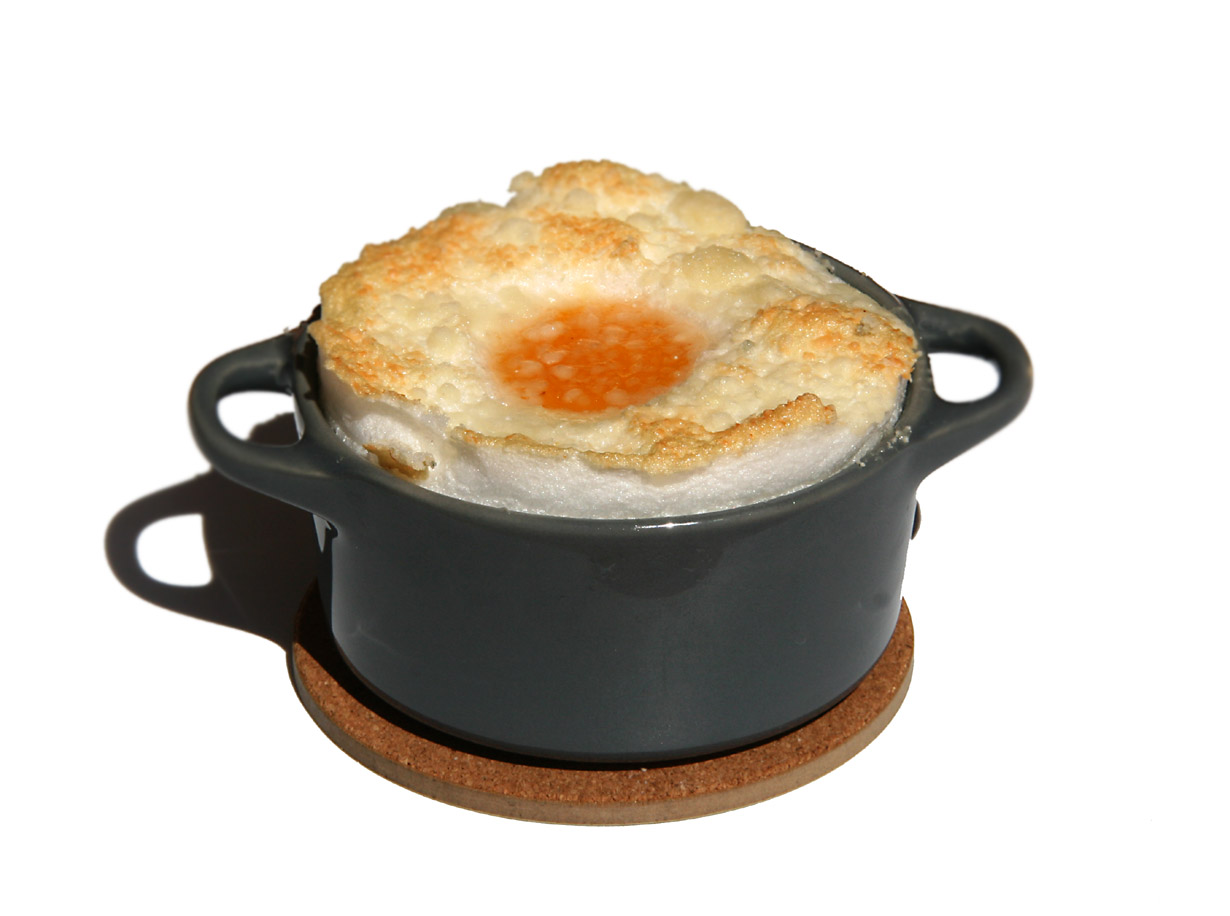
Œuf Orsini au parmesan (croquant).

Au XXIe siècle, la dénomination « œufs Orsini » se perd en français. On voit apparaitre en 2008 le nom d'œufs Bocconi chez Jean-Pierre Coffe, qui avait l'habitude d'en manger à côté de chez lui au restaurant italien Bocconi,. La recette est exactement la même que les œufs Orsini,. Cloud eggs (œufs nuage) ou egg nests (nid d'œufs) sont des termes également utilisés dans les réseaux sociaux pour désigner des œufs Orsini avec des garnitures diverses et avec le biais américain de les servir sur du pain grillé au petit déjeuner,. Les œufs Orsini deviennent par traduction en français, et en 2011, œufs en nuage ou œufs nuages, avec du pain grillé et souvent du bacon,. On peut lire en 2020 : Uovo Bocconi, uova alla Orsini ou uova Orsini n'existent pas dans les recettes italiennes avant le XXIe siècle ,,.

## Préparation et service
Les blancs battus en neige ferme sont mis en ramequin beurré ou dans un plat si on en fait plusieurs, couverts ou mélangés avec du parmesan, gruyère et parfois du beurre. On ménage au centre un creux qui recevra le jaune.  
Selon les auteurs, la cuisson est en un ou deux temps:

### Cuisson en un temps
Beurrer la cocotte, bien poser le blanc en neige et y faire un trou pas trop profond, déposer le jaune, saupoudrer d'un peu de fromage. Cuisson 15 min à 180 °C =355 °F en bas du four. Le blanc doit monter. Le four doux est recommandé dans la recette originale : « Il est de toute importance que le four ne soit pas trop chaud et que la chaleur ne vienne pas du haut. Posons donc le plat sur le fond même du four et abritons-le des coups de chaleur venant du foyer. »

### Cuisson en deux temps
Après une première cuisson en bas du four de 4 à 5 min à une température de 200 °C (390 °F) ou 180 °C (355 °F) jusqu'à 25 min à 150 °C (300 °F) selon les sources, pour gonfler les blancs,,,. La recette de 1926 préconise une cuisson rapide (feu vif, 8 min). Dans un second temps, on pose le jaune dans le trou qui lui est réservé et on termine rapidement la cuisson sans trop cuire le jaune qui durcirait.
Tous les auteurs concordent : l'œuf Orsini ne supporte pas d'attendre, il doit être servi immédiatement.

## Variante

### Œuf soufflé
L'œuf en soufflé (expression et recette rare) se fait en remplissant le ramequin à moitié du blanc d'œuf en neige sur lequel on pose le jaune, puis on recouvre avec le reste du blanc afin de remplir le ramequin. Cuisson au four 5 min à 180 °C,.

### Œufs au plat à la Vaudoise
La recette figure exclusivement chez A. Bautte. Les blancs séparés des jaunes sont battus avec une quantité équivalente de crème fraîche, puis passés au four. On pose sur le mélange mi-cuit les jaunes crus et la cuisson est terminée au four chaud. (Ce nom a été réutilisé sans respecter l'antériorité en 2015 pour une recette différente).

### Œufs perdus
Il existe plusieurs recettes d'œufs perdus, parmi elles les œufs perdus modernes se font aussi en séparant les blancs et les jaunes d'œuf. Les jaunes sont posés dans un plat, bien espacés et entourés d'un cordon de crème. Les blancs en neige sont versés autour des jaunes, cuisson au four moyen 5 min d'après Patrick Sérog, (2012). La première recette numérisée de ces œufs perdus apparait en mars 1928 dans Le Petit Troyen. Elle est proche des œufs Orsini et sans doute plus délicate à réussir.

## Anthologie
André Piedallu, Bulletin de l'Agence générale des colonies, à propos du Guide de la bonne chère, par Édouard de Pomiane :

« L'auteur chante l'omelette à la française, dorée, légère et dodue, l'omelette basque aux piments verts, l'espagnole à l'huile d'olive avec quelques gousses d'ail râpées, battues avant la cuisson, puis l'omelette soufflée et les œufs Orsini. »